# Casernes des tireurs d'élite de Vaasa
Les casernes des tireurs d'élite de Vaasa (en finnois : Vaasan tarkka-ampujakasarmit) sont un ensemble de bâtiments du centre de Vaasa en Finlande,,.

## Présentation
Les casernes des tireurs d'élite de Vaasa sont un ensemble de bâtiments construits dans les années 1880, dans la partie sud-ouest du centre-ville, autour de l'église orthodoxe et le long de la rue Korsholmanpuistikko.

## Protection du patrimoine culturel
Les casernes des tireurs d'élite de Vaasa font partie de l'inventaire  des Sites culturels construits d'intérêt national en Finlande de la direction des musées de Finlande.
Selon la direction des musées de Finlande, c'est l'ensemble de casernes en bois les mieux conservées de Finlande, construites selon les plans types des années 1880.

## Galerie

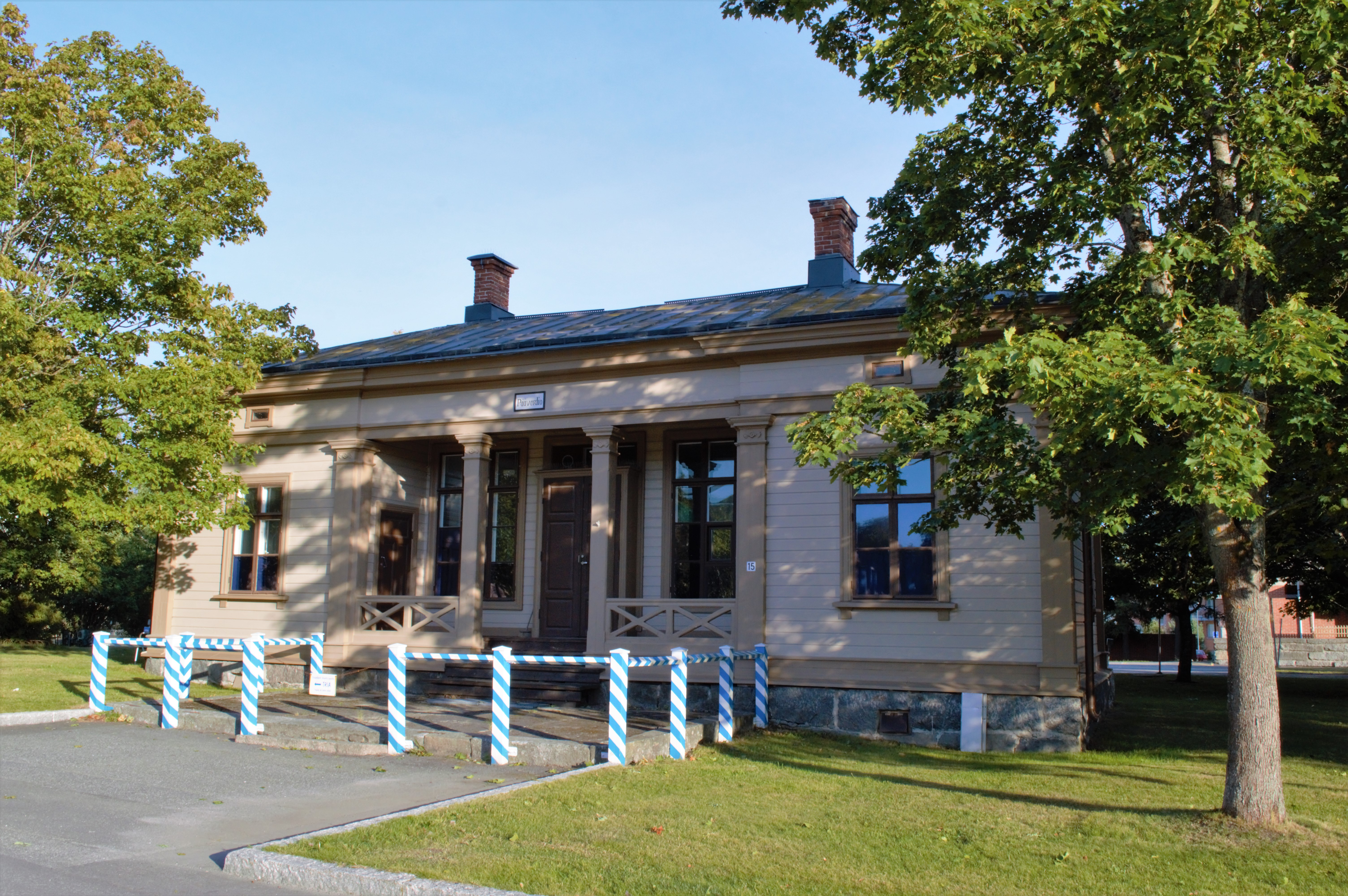
Poste de garde principal.
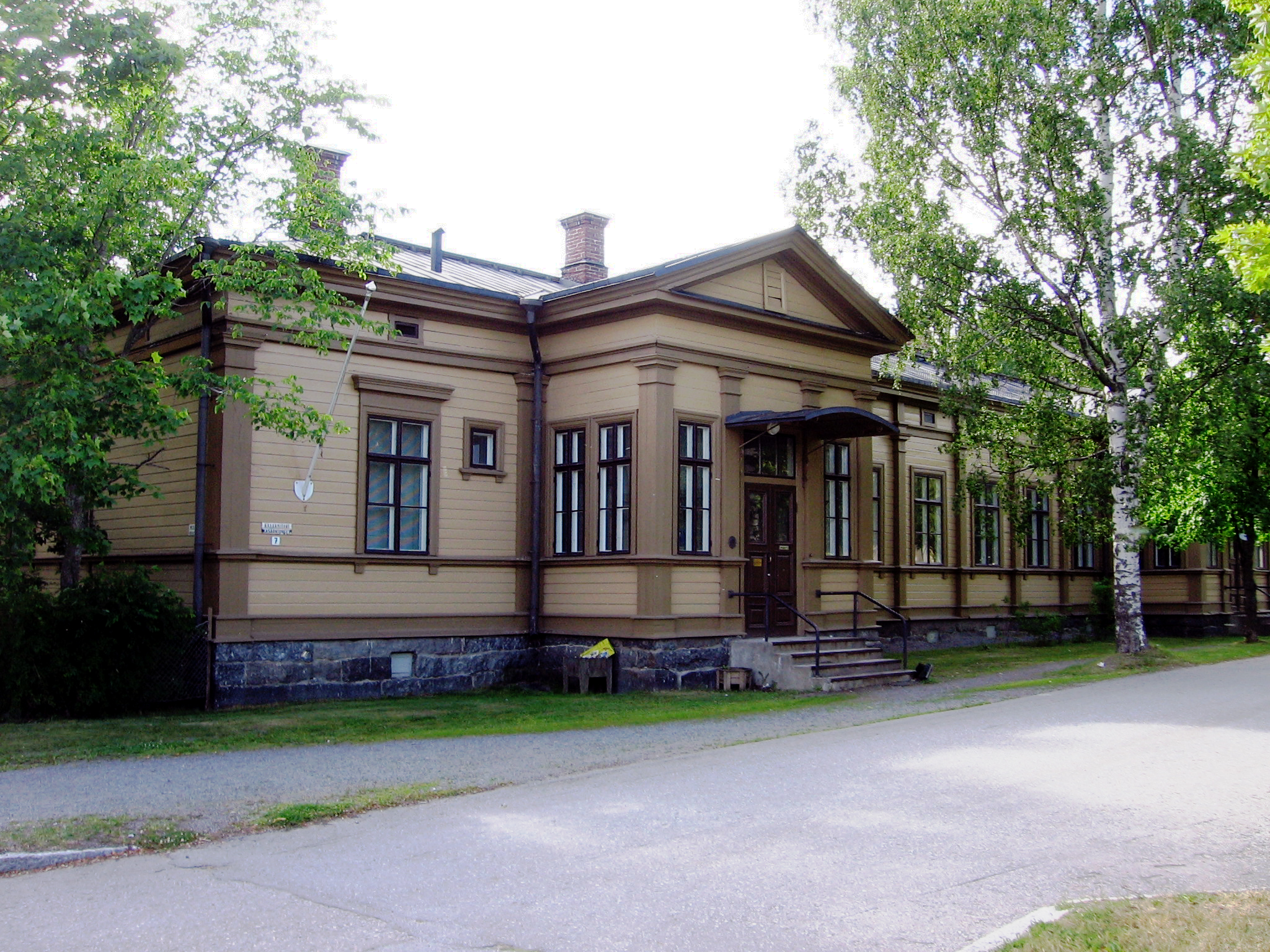
Club des officiers.
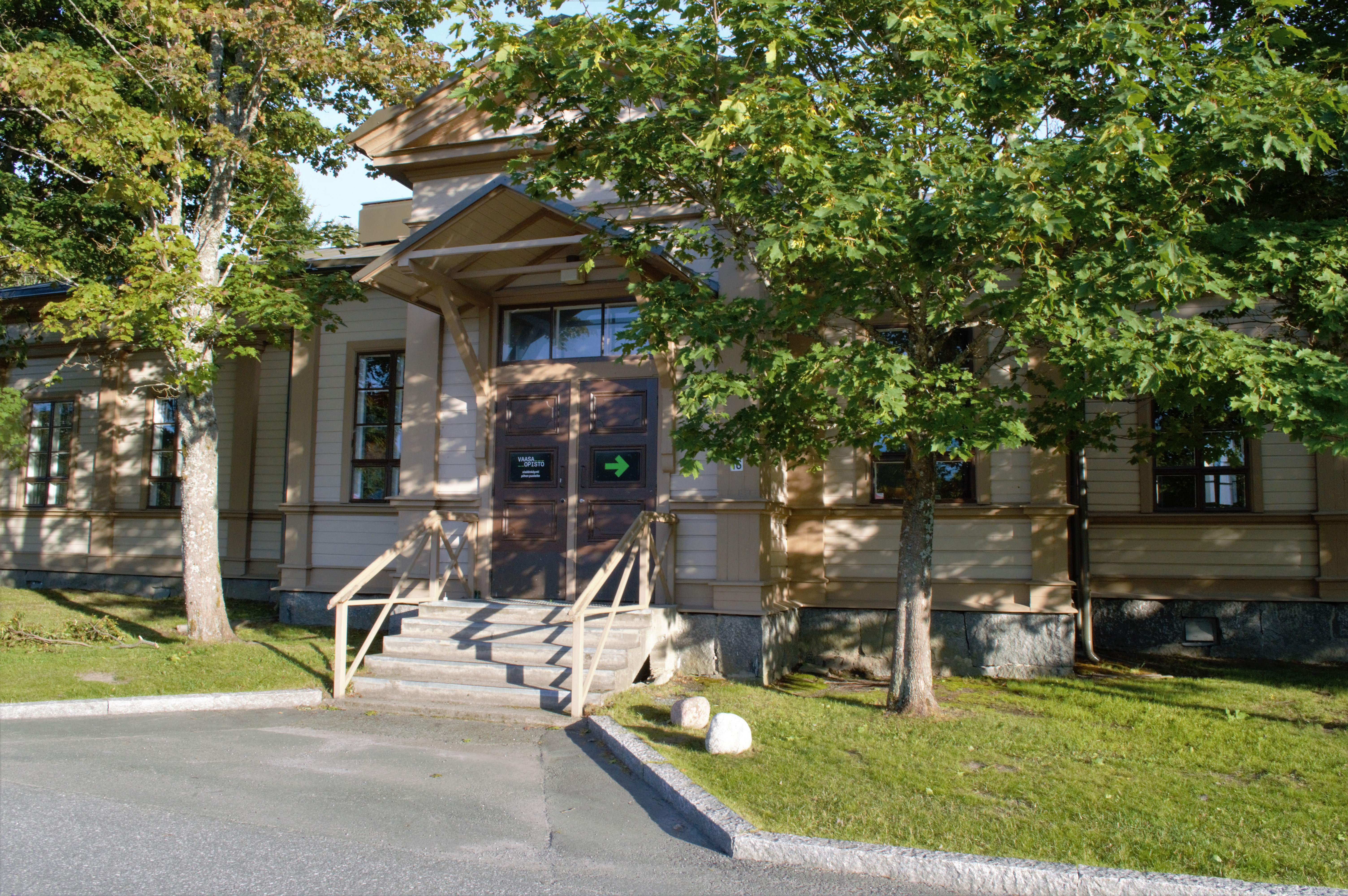
Bâtiment d'artillerie.